# カリカイン
カリカイン(Caricain、EC 3.4.22.30)は、papaya peptidase A、papaya peptidase II、papaya proteinase、papaya proteinase III、papaya proteinase 3、proteinase omega、papaya proteinase A、chymopapain S、Pp等とも呼ばれる酵素である。以下の化学反応を触媒する。
ペプチド結合に対し広い特異性でタンパク質を加水分解する。パパインやキモパパインに似る。
この酵素は、パパイヤから単離される。